# Linea 1 (metropolitana di Parigi)
La linea 1 della metropolitana di Parigi, contraddistinta dal colore giallo, è stata la prima linea a essere inaugurata sulla rete di trasporto rapido della capitale della Francia, Parigi. La linea, la cui prima sezione è stata inaugurata nel 1900, collega oggi La Défense–Grande Arche con Château de Vincennes. Con una lunghezza di 16,5 km, costituisce la via di trasporto est-ovest, importantissima per la città di Parigi. Escludendo le linee RER, è la linea sotterranea più utilizzata, con 161 milioni di viaggiatori nel 2004 e 561.000 utenti al giorno in media.

## Storia
Nel novembre 1898, Parigi decise di intraprendere le opere preliminari per una rete metropolitana, con la costruzione di una prima linea sotterranea. I lavori durarono venti mesi, sotto la direzione dell'ingegnere Fulgence Bienvenüe e furono finanziati da diverse società. Il 19 luglio 1900 la linea fu inaugurata tra Porte Maillot e Porte de Vincennes, per collegare i vari siti dell'Esposizione Universale. All'inaugurazione, erano state terminate e quindi furono aperte solo otto stazioni; le altre dieci furono gradualmente aperte tra il 6 agosto e il 1º settembre 1900.
La linea seguiva l'asse est-ovest di Parigi; queste diciotto stazioni furono interamente costruite sotto il controllo dell'ing. Fulgence Bienvenüe, e la maggioranza di esse è lunga 75 metri e larga 4,10. Nel marzo 1934 fu attuata la prima estensione verso la periferia est.

## Cronologia
- 19 luglio 1900: inaugurazione tra Porte de Vincennes e Porte Maillot. Furono aperte solo 8 delle 18 stazioni.
- 6 agosto — 1º settembre 1900: apertura delle altre 10 stazioni della linea.
- 24 marzo 1934: estensione a est da Porte de Vincennes al Castello di Vincennes.
- 15 novembre 1936: ricostruzione della stazione Porte Maillot per permettere un'ulteriore estensione verso ovest.
- 29 aprile 1937: estensione verso ovest da Porte Maillot a Pont de Neuilly.
- 1963: riconversione dei binari per poter utilizzare treni su gomma. Allo stesso tempo, furono ingrandite le stazioni per poter far operare treni a sei carrozze in luogo di quelli da 5.
- 1º aprile 1992: estensione della linea verso ovest da Pont de Neuilly al distretto finanziario La Défense.

## Nuove tecnologie e futuro
Dal 26 dicembre 2012 la linea è stata convertita a un sistema di guida totalmente automatico (simile a quello della Linea 14). Si tratta dunque della prima linea fortemente utilizzata a essere convertita senza l'interruzione del traffico, e con materiale rotabile sia automatico (MP 05) che manuale (MP 89 CC) in servizio contemporaneamente fino alla completa automatizzazione.
È in fase di considerazione un'estensione verso ovest della linea 1 da La Défense verso il centro di Nanterre. L'estensione verso est a Rigollots e poi a Val de Fontenay è anche in fase di studio.

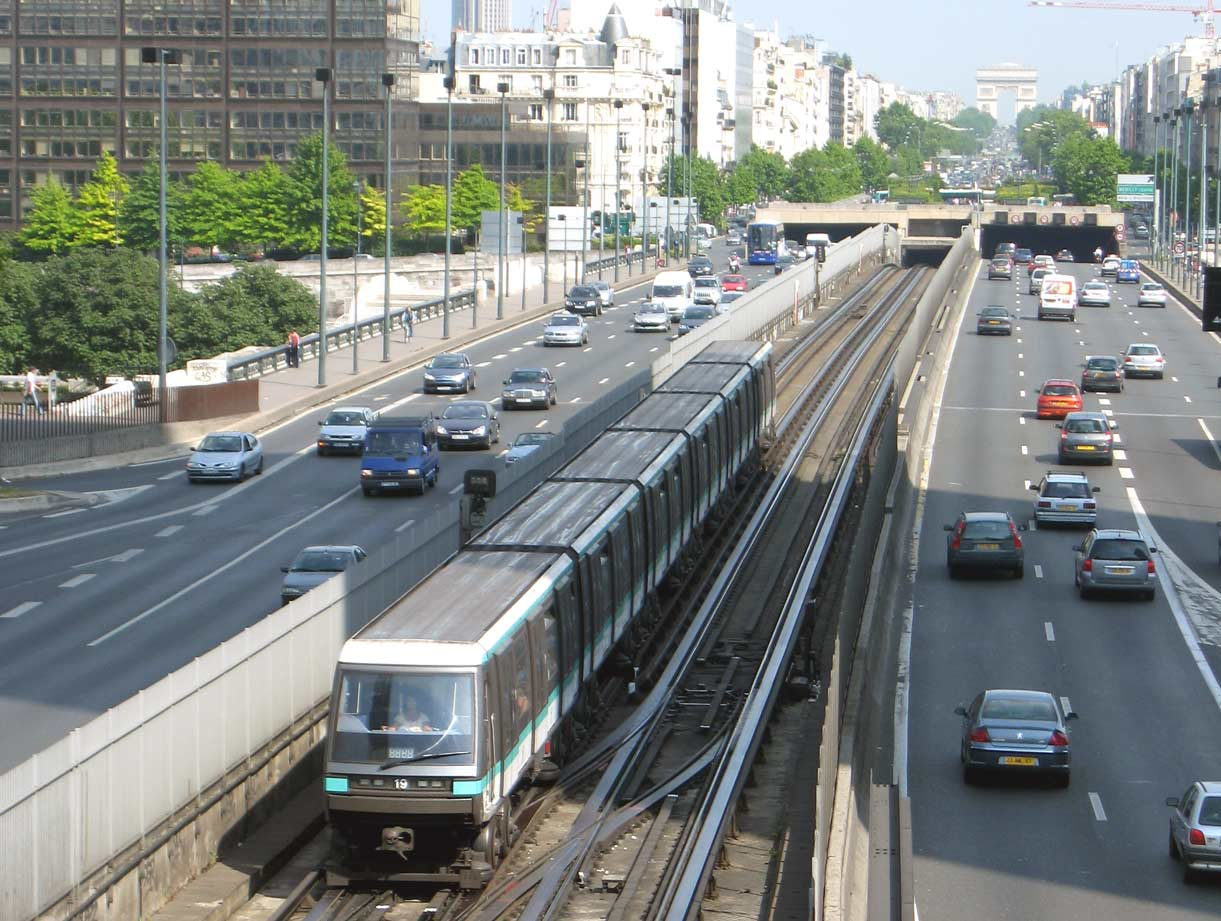
Treno della linea 1 presso il ponte di Neuilly

## Stazioni rinominate
- 27 maggio 1920: la stazione Alma diventa George V.
- 5 maggio 1931: la stazione Reuilly diventa Reuilly-Diderot.
- 20 maggio 1931: Champs-Élysées diventa Champs-Élysées-Clemenceau.
- 26 aprile 1937: Tourelle diventa Saint-Mandé-Tourelle.
- 6 ottobre 1942: Marbeuf diventa Marbeuf-Rond-Point des Champs-Élysées
- 30 ottobre 1946: Marbeuf-Rond-Point des Champs-Élysées diventa Franklin D. Roosevelt.
- 25 maggio 1948: Obligado diventa Argentine.
- 1970: Étoile diventa Charles de Gaulle-Étoile.
- 1989: Palais Royal diventa Palais Royal-Musée du Louvre dopo che l'entrata al museo viene spostata nell'edificio della Piramide del Louvre. Allo stesso tempo, la stazione Louvre diventa Louvre-Rivoli.
- 1997: Grande Arche de la Défense diventa La Défense.
- 26 luglio 2002: Saint-Mandé-Tourelle diventa Saint-Mandé.

## Caratteristiche

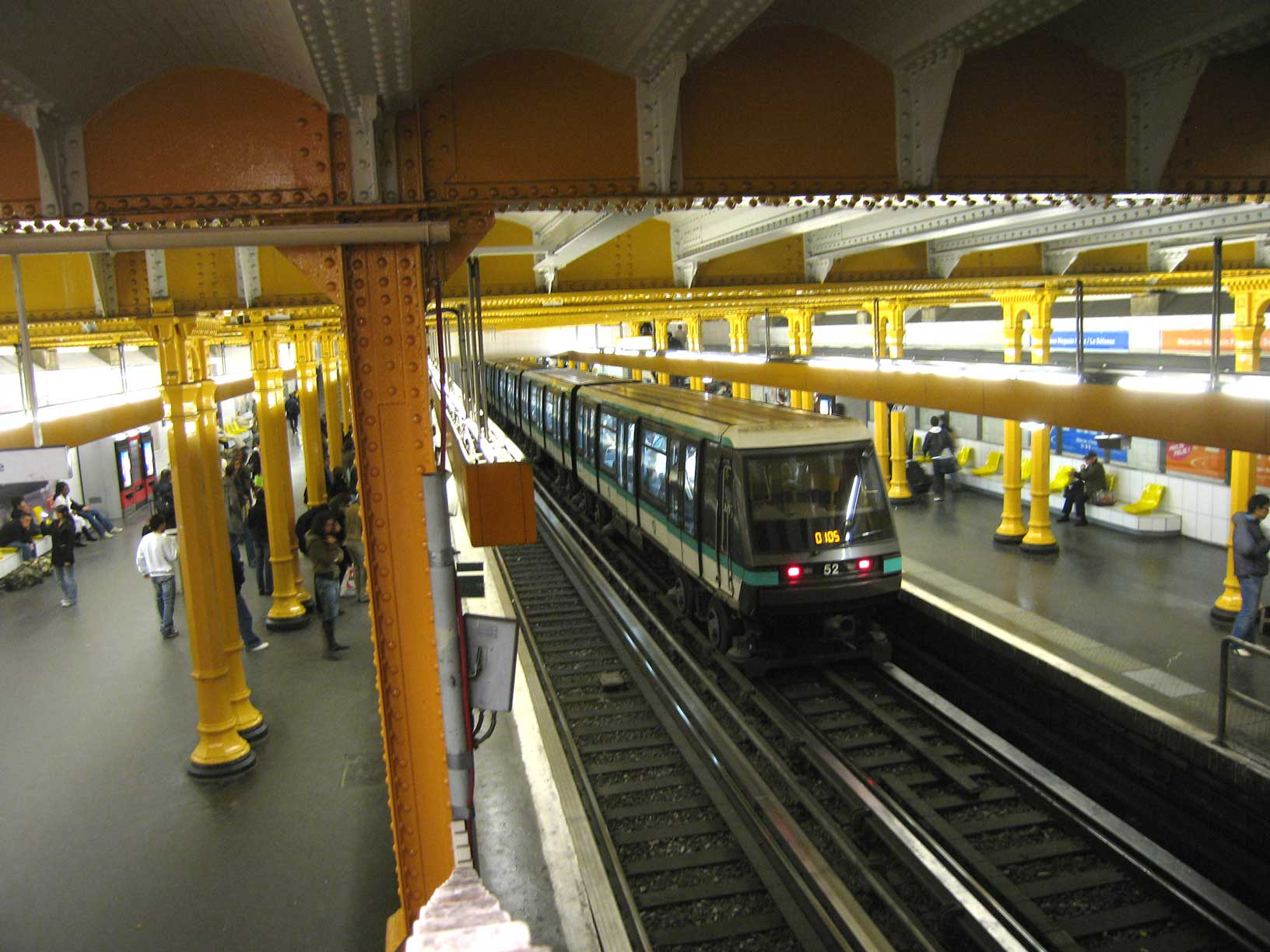
Stazione Gare de Lyon

A causa delle tecniche di costruzione poco avanzate del primo decennio del XX secolo, la linea 1 è quella più vicina alla superficie; molte stazioni hanno una struttura in acciaio composta da archi e pilastri che sostengono il soffitto. La linea fu costruita utilizzando il metodo "scava-e-copri", e, di conseguenza, segue il tracciato delle strade soprastanti. Ciò fu fatto per facilitare la costruzione ed evitare le cantine o i sotterranei degli edifici adiacenti. La stazione della Bastiglia si trova sopra il tunnel di ingresso del canal Saint-Martin, appena sotto il marciapiede di Place de la Bastille.
Diversamente dai treni più vecchi delle altre linee, le carrozze della linea 1 sono intercomunicanti, per poter permettere ai viaggiatori di spostarsi tra le carrozze. Questo ha ridotto il numero di posti a sedere e viceversa, ha aumentato la capienza delle vetture.
Nonostante sia quasi interamente sotterranea (eccetto la stazione Bastiglia e l'attraversamento della Senna sul ponte di Neuilly), la linea 1 è interamente coperta dalla rete telefonica mobile.

## Turismo
La linea 1 passa presso diversi luoghi di interesse:
- La Défense, quartiere dominato dal Grande Arche.
- Arco di Trionfo a Charles de Gaulle-Étoile. È aperta al pubblico una scala con 289 gradini che porta alla sommità dell'arco. Esiste anche un museo sempre in cima all'arco.
- Avenue des Champs-Élysées.
- Place de la Concorde dominata dall'obelisco, i giardini Tuileries e il museo del Louvre.
- la stazione Louvre-Rivoli, contenente copie di opere d'arte del museo e informazioni storiche. Le panche della stazione sono in vetro e l'ingresso occidentale ha archi in stile romano lungo il margine della banchina.
- Hôtel de Ville (municipio di Parigi) e il quartiere Marais.
- Place de la Bastille e l'Opéra Bastille.
- stazione ferroviaria di Parigi Lione.
- Place de la Nation.
- Bois de Vincennes (bosco di Vincennes) e lo zoo Vincennes.
- Castello di Vincennes, castello medievale a est di Parigi.